# Кукерсит

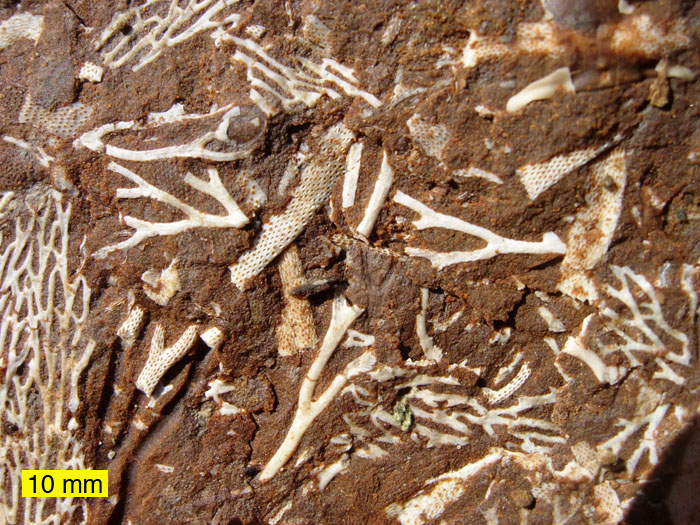
Кукерси́т, Естонія

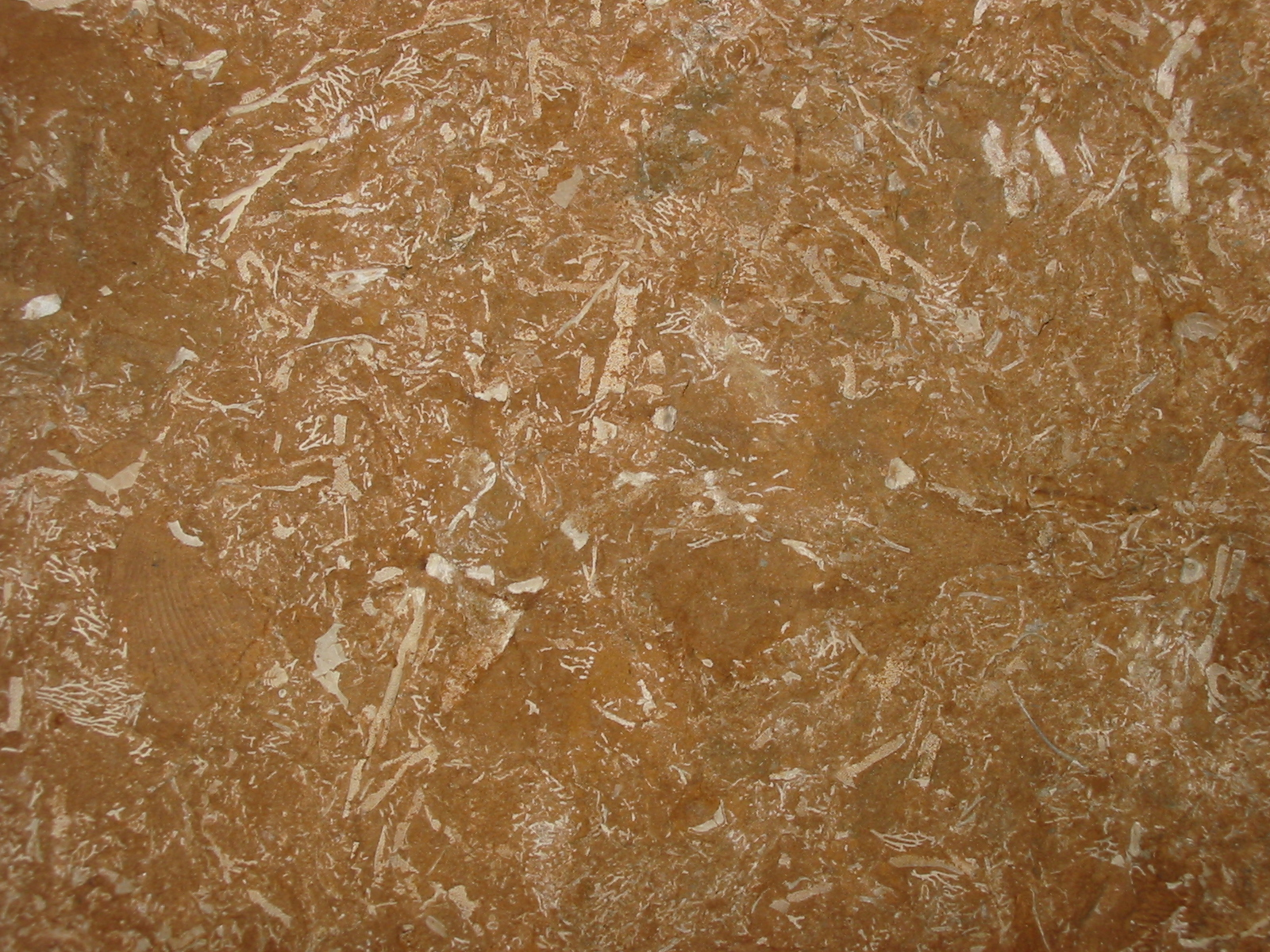
Кукерсит, Естонія

Кукерси́т — масивний плитковий глинисто-мергелистий горючий сланець коричнево-бурого кольору.

## Етимологія та історія
Назва — за місцем знаходження — від села Кукерс у Естонії. Термін «кукерсайт» вперше використав у 1916 році геолог Залеський Михайло Дмитрович (03(15). 09. 1877, м. Орел, Росія — 22. 12. 1946, Ленінград, нині С.-Петербург). Раніше породу називали «кукерівським шаром» і «кукерівським вогняним сланцем».
Жителі Фінської затоки давно знайомі з горючими сланцями і використовували їх як паливо. Німецький хімік Йоганн Готліб Георгі (1729—1802) описав породу у своїй публікації 1791—1798 рр. у Кенігсберзькому географічно-фізичному та природно-історичному описі.
Перші масштабні спроби видобутку корисних копалин були зроблені в районі Кукрузе в 1880-х роках, промисловий видобуток почався лише з 1916 року. Перший великий завод по видобутку нафти з кукерситу був введений в дію в 1924 році в Кохтла-Ярве. До 1940 року в основному виробляли дизельне паливо і мастила, а також консерванти для деревини і бітум зі сланцевої нафти. У той час майже 10 % доходів Естонії від експорту отримували зі сланцевої нафти.
Сьогодні Kuckersit покриває 62 % потреб Естонії в нафті і особливо важливий у сфері енергопостачання.
Наприкінці 1990-х існувало ще шість шахт глибиною до 80 м і чотири кар'єри.
Водночас, промисловий видобуток кукерситу спричинив серйозні екологічні проблеми.
Кукерсит також сьогодні видобувають у Росії, але не в таких масштабах, як в Естонії. Місця видобутку — між Санкт-Петербургом і естонським кордоном.

## Загальний опис
Кукерсит — сланцева, переважно дрібнозерниста порода від світло- до темно-коричневого кольору. Місцями він багатий на скам'янілості, видимі неозброєним оком. Під світловим мікроскопом видно, що він складається переважно з органічних структур. У деяких місцях можна побачити неправильні чорні лінзи асфальтових мінералів. Порода багата нафтою, вміст нафти може становити до 46 % породи, що робить її одним із найвищих вмістів нафти в горючих сланцях у світі. Крім органічних речовин зустрічаються силікати та алюмосилікати, а також високий вміст вапна. На відміну від подібних ордовикських сланців Dictyonema, поширених у північній Естонії та Швеції, вміст важких металів у куксерситі низький. Кукерсит неоднорідний, і шари та конкреції вапняку трапляються всередині породи.
Головні компоненти: кероген (органічна речовина), тонкозернистий уламковий матеріал, карбонат кальцію. Масова частка керогену в кукерситі 20-70 % (в середньому 30—50 %).
Кукерсит використовується в основному як енергетичне паливо, в менших масштабах для отримання побутового газу, рідкого палива і хімічних продуктів. Зола кукерситу придатна для будівельних матеріалів, вапнування ґрунтів.
Залягає у Балтійському сланцевому басейні. Кукерсит є основою значної промисловості в Естонії.

## Генезис
В ордовику значні частини континентальної території були затоплені. Поклади вапняку утворилися в мілководних морях в центральній і північній Європі, в тому числі в країнах Балтії. У районі сьогоднішнього с.Кукерс велика кількість синьо-зелених водоростей виду Gloeocapsomorpha prisca відклалася в мілководному морі, утворивши морську гіттію. На підставі порівняння з аналогічними сучасними відкладеннями припускається, що для морської зони, де утворився кукерсит, глибина не перевищувала чотирьох метрів.

## Відслонення кукерситу в Естонії
Кукерсит поширений на східній частині Фінської затоки у вигляді повторюваних включень у вапняках середнього ордовика Естонії та Росії. У цих вапнякових товщах потужністю від 20 до 30 метрів було нараховано до 50 окремих шарів кукерситу та кукерситоподібних порід товщиною від кількох сантиметрів до максимум двох-трьох метрів. Одне з головних родовищ - Тапа в Естонії.
Від Таллінна до Санкт-Петербурга шари кукерситу залягають на більш ніж 90 кілометрів, площа їх поширення становить понад 50 000 км2. Загальні запаси в Естонії оцінюються від 6 до 21 мільярдів тонн.